# Das letzte Bild der Sara de Vos
Das letzte Bild der Sara de Vos, englischer Originaltitel The Last Painting of Sara de Vos, ist ein 2016 erschienener Roman des australischen Schriftstellers Dominic Smith. Die deutsche Übersetzung von Sabine Roth erschien 2017 im Berliner Ullstein-Verlag. Der Roman erzählt in Form von Episoden aus verschiedenen Zeiten und Orten die Geschichte eines wertvollen fiktiven niederländischen Gemäldes aus dem 17. Jahrhundert, seiner Fälschung und der damit in Zusammenhang stehenden Personen.

## Form und Inhalt der Handlung
Das Buch enthält eingangs eine an die Schwester des Autors gerichtete Widmung. Dann folgt eine nüchterne ausführliche Beschreibung des Bildes von Sara de Vos in dem bekannten Stil von Ausstellungs- oder Auktionskatalogen. Am Ende des Buches erscheint eine Nachbemerkung des Autors, in der er einige damalige Bräuche und Regeln der Lukasgilden erläutert, und dass von den in diese Gilden aufgenommenen Malerinnen heute kaum noch Werke existieren oder sich zuordnen lassen, außer bei Judith Leyster, deren Bilder aber hunderte Jahre lang Frans Hals zugeschrieben wurden. Eine dieser Malerinnen war Sarah van Baalbergen, die 1631 als erste Frau, noch vor Judith Leyster, der Lukasgilde beitrat. Doch von ihr ist kein Bild erhalten geblieben. Diese Sarah van Baalbergen inspirierte Dominic Smith zu seiner Romanfigur Sara de Vos. Danach folgt noch eine Danksagung des Autors an die Kunstwissenschaftlerin Frima Fox Hofrichter, die ihn in die Geschichte der niederländischen Malerinnen des 17. Jahrhunderts einführte, an einen Restaurierungsspezialisten, der ihm verschiedenen Maltechniken und Tricks der Restauratoren und Kopisten erklärte, sowie den Kunstfälscher Ken Perenyi, der Teile der Geschichte auf Glaubwürdigkeit prüfte. Dominic Smith bedankt sich auch ausführlich bei mehreren anderen Personen für ihre Fachberatungen und bei seiner Familie, die ihn in Ruhe hat schreiben lassen.
Die Geschichte besteht aus zwei Teilen. In einer Art parallelen Erzähltechnik erscheinen verschiedene Schauplätze in unterschiedlichen Epochen. Die wichtigsten Orte der Handlung sind einerseits New York mit seiner Upper East Side, Brooklyn und Greenwich Village in den 1950er Jahren, ein weiterer Schauplatz ist die Museumsszene im Sydney des Jahres 2000 und andererseits die Zeit von 1636 bis 1649 in der Umgebung von Amsterdam und Heemstede, in der sich das Leben der Sara de Vos abspielt.
Sara de Vos (Vos nannte sich der Vater von Jan Vermeer) wird im Jahr 1631 als erste Frau in die Lukasgilde von Amsterdam aufgenommen und ihr scheinbar einziges erhaltenes Gemälde mit dem Titel „Am Saum eines Waldes“ befindet sich über dreihundert Jahre später im Schlafzimmer des reichen New Yorker Patentanwalts Marty de Groot, in dessen Familienbesitz es sich all die Jahre befand. Die junge australische Kunstgeschichtsstudentin und Restauratorin Ellie Shipley, die über ein großes malerisches Talent verfügt, erhält eines Tages den Auftrag, eine Kopie von diesem Bild nach professionell gemachten Farbfotos anzufertigen. Sie weiß nichts davon, dass ihre fast perfekte Kopie später gegen das Original während einer ausschweifenden Party für wohltätige Zwecke in Marty de Groots exklusivem Penthouse am New Yorker Central Park ausgetauscht werden soll. Marty de Groot bemerkt erst Wochen später den Diebstahl. Über einen Privatdetektiv kommt er der Sache auf die Spur und kann Ellie als Urheberin der Fälschung ausmachen. Er hofft, über sie an den Hehler des gestohlenen Originals zu gelangen und beginnt mit ihr eine Affäre, die aber nicht allein Mittel zum Zweck ist, sondern sich durchaus auch als verliebter Seitensprung entwickelt. In Martys öder Ehe mit seiner kinderlosen Frau, die nach zwei Fehlgeburten zeitweise in Depressionen versinkt, bietet der Diebstahl des Bildes, seine Nachforschungen und seine Lust auf Erotik eine abenteuerliche Abwechslung. Doch nach einer halbherzigen erotischen Nacht mit Gewissensbissen in einem Landhotel verschwindet Marty voller Scham plötzlich mitten in der Nacht und lässt Ellie, die sich Hoffnung auf ihn gemacht hat, allein zurück. Auch Sara de Vos wurde von ihrem Mann allein zurückgelassen; der Roman enthält mehrere solcher ähnlich erscheinenden Details der Handlung aus dem 20. und 17. Jahrhundert. Marty spürt auf einmal, dass er mit diesem Betrug sowohl seiner Frau als auch Ellie unrecht tut. Er erhält irgendwann sein Originalbild zurück und denkt, dass Ellies Kopie vernichtet wurde, weil ihm der obskure Kunstvermittler die Asche der angeblich verbrannten Fälschung übergibt.
Über 40 Jahre später, Ellie ist gealtert und hat eine gescheiterte Ehe hinter sich, konnte aber als angesehene Kuratorin und Dozentin eine gute berufliche Karriere machen, taucht der nun weit über 80-jährige Marty mit seinem Bild von Sara de Vos als eingeladener Leihgeber für eine Ausstellung über niederländische Malerinnen des Goldenen Zeitalters, die Ellie kuratiert hat, persönlich auf. Sie bekommt nun Angst, dass ihr ganzes bisheriges oberflächlich erfolgreiches Leben auf einmal zerstört wird, denn auch ihre Fälschung aus der Studentenzeit, die nicht vernichtet, sondern weiter auf dem Kunstmarkt gehandelt wurde und in eine bekannte Privatsammlung in Leiden gelangte, wird zu der Ausstellung angeliefert, aber bei einer näheren Untersuchung als Fälschung erkannt. Sie fürchtet, dass alles herauskommt und sie als Kunstfälscherin entlarvt wird. Doch Marty will sich nur noch bei Ellie für sein plötzliches Verschwinden aus der damaligen Liebesnacht entschuldigen. Es stellt sich heraus, dass beide immer noch, wenn auch unterschwellige, Gefühle füreinander hegen. Marty sorgt schließlich mit seinem Geld dafür, dass die Fälschung aus dem Verkehr gezogen wird, indem er sie anonym kauft und Ellie aushändigen lässt. Ellie reist mit ihrem Bild nun nach Europa, um in den Niederlanden noch einmal ihre Forschungen zu Sara de Vos aufzunehmen, denn es ist ein weiteres Bild der Malerin aufgetaucht, von dem sie bisher nichts wusste, eine Begräbnisszene.

## Hintergrundgeschichte
Parallel zu dieser Geschichte erzählt der Roman Episoden aus dem Leben der Sara de Vos im 17. Jahrhundert. Sara und ihr Mann Barent waren damals angesehene Maler der Amsterdamer Lukasgilde, doch Barent ist nicht sehr geschickt im Geschäftlichen. Nach dem Pesttod ihrer kleinen Tochter Kathrijn verfallen beide eine Zeit lang in tiefe Traurigkeit. Sara, eigentlich malerisch spezialisiert auf Stillleben und Blumendarstellungen, beginnt nach dem Tod des Kindes das später berühmte Landschaftsbild „Am Saum eines Waldes“ von 1636, das in einer Winterlandschaft mit Schlittschuhläufern auf zugefrorenen Kanälen ein barfüßiges Mädchen, Saras Tochter, im Schnee zeigt. Barent und Sara gehen bankrott, denn sie können ihre Schulden nicht mehr bezahlen. Eines Tages ist Barent verschwunden und lässt Sara mit seinen Schulden allein zurück. Sie muss nun Katalogzeichnungen für Blumenhändler anfertigen, um sich ihren Lebensunterhalt zu verdienen und die Schulden abzubezahlen. Doch nach dem Zusammenbruch der Tulpenmanie, einer irrationalen Spekulation auf Tulpenzwiebeln, geht nichts mehr für sie. Aber Sara hat Glück, denn sie erhält von einem reichen Sonderling, dem Barent irgendwann einmal ein Bild versprochen hat, die Einladung für zunächst ein Jahr bei ihm auf dem Herrensitz bei freier Kost und Logis ebendieses Bild zu malen, um die Schulden begleichen zu können. Es soll ein Bild sein, das ein in jenen Jahren bereits durch die Pest entvölkertes ruinöses Dorf in idealisierter Form als Erinnerung an bessere Zeiten darstellen soll. Sara geht es nun gut, denn Tomas, ein Angestellter des reichen alten Mannes, zuständig für die Pferde, Kutschen und den Rosengarten, ist freundlich zu ihr und hat aufrichtiges Interesse an ihrer Malerei. Sara malt auch das Bild von dem Dorf, aber gestaltet es als Begräbnisszene für ein Kind, denn in dem Dorf starben durch die Pest auch viele Kinder, wie sie durch eine immer noch dort lebende einsame alte Frau im Gespräch erfährt. Dieses Bild wird ebenfalls in der Ausstellung in Sydney des Jahres 2000 präsentiert. Sara und Tomas kommen sich auf ihren Ausflügen zur Erkundung für Motive in der umliegenden Landschaften näher und heiraten schließlich. In einer kalten Winternacht wollen die beiden auf einem zugefrorenen Fluss Schlittschuh laufen. Sara genießt die Freiheit und die Geschwindigkeit und lässt Tomas weit hinter sich zurück. Doch sie bricht ins Eis ein und ertrinkt fast. Tomas kann sie zwar aus dem Wasser ziehen, doch Sara erholt sich nicht mehr richtig. Im Krankenbett beginnt sie noch ein letztes Bild, eine Szene, in der eine Malerin, sie selbst in feiner Kleidung, an der Staffelei sitzt und Tomas mit einem Pferd, das einen Stern am Kopf trägt, sie lächelnd durch ein Fenster anblickt. Doch dieses Bild kann sie nicht mehr vollenden. Hunderte Jahre später entdeckt Ellie auf dem Dachboden eines alten Herrenhauses, das eine alte Witwe nun als heruntergekommene Pension führt, die aufgerollte Leinwand dieses letzten unvollendeten Bildes.

## Hauptpersonen
Die wichtigsten Personen der Handlung sind: Marty de Groot, gut gekleidet, gute Manieren, kein Dandy. Er ist Nachfahre niederländischer Einwanderer, der Reichtum geerbt hat, unglücklich verheiratet ist, an seiner Karriere als Anwalt nichts für den weiteren Aufstieg tut und der Kinder haben möchte. Seine Frau Rachel kann jedoch keine Kinder bekommen, sie hat zwei Fehlgeburten hinter sich, möchte aber keine adoptieren und beginnt in Depressionen zu fallen. Therapien für die beiden scheinen nicht zu helfen. Martys Ehe kriselt weiter und er sieht keinen Ausweg. Erst Jahre nach seinem Seitensprung mit Ellie kommen Marty und Rachel wieder emotional zusammen, Marty überlebt Rachel über viele Jahre und ist am Ende der Geschichte weit über 80 Jahre alt.
Eleanor Shipley, genannt Ellie, ist eine australische Kunstgeschichtsstudentin in New York und eigentlich malerisch sehr talentiert. Sie lebt von Restaurierungsjobs und kommt mit ihrer Dissertation über die Frauen in den niederländischen Lukasgilden des Goldenen Zeitalters nicht weiter. Als Kind klaute sie Lippenstifte und Batterien in Supermärkten und hat noch nie mit einem Mann geschlafen. Marty ist der erste Mann, mit dem sie Sex hat. Sie ist stark kurzsichtig, trägt eine entsprechende Brille, ist gesellschaftlich nicht sehr gewandt, kleidet sich manchmal unpassend, erscheint vielen als arrogant und lebt ganz für ihre Arbeit in ihrer winzigen Wohnung, in der die Küche als Atelier, Werkstatt und Labor dient. Nach Beendigung ihres Studiums und der Fertigstellung ihrer Dissertation macht sie als Dozentin und Kuratorin in Australien Karriere, heiratet und wird wieder geschieden. Am Ende des Romans ist sie über 60, denkt ans Aufgeben ihres Berufes und ist mit allem irgendwie unzufrieden. Doch die alte Geschichte mit Marty vergisst sie nie. Nach einem schicksalhaften erneuten Zusammentreffen mit ihm, das ihr Leben verändert, geht sie in die Niederlande und forscht weiter in ihrem Spezialgebiet: „Leben und Werk der Sara de Vos“, mit der sie sich, je mehr sie herausfindet, immer mehr verbunden fühlt.
Sara de Vos ist eine 1607 geborene Stillleben- und Blumenmalerin, die als erste Frau in die Amsterdamer Lukasgilde eintreten durfte, was sie als Ehre auffasst. Sie ist verheiratet mit Barent de Vos und hat mit ihm eine Tochter mit dem Namen Kathrijn. Das Kind stirbt aber an der Pest und das Leben von Sara und Barent nimmt eine tragische Wendung. Das Ende der sogenannten Tulpenmanie, eine irrationale Spekulationswelle mit Tulpenzwiebeln, hat viele potentielle Kunstsammler und -käufer in den Ruin getrieben, sodass Sara und Barent ihre Werke nicht mehr verkaufen und die Schulden nicht mehr bezahlen können. Sie gehen bankrott und Barent droht das Gefängnis. Er setzt sich daher ab, hinterlässt noch einen Abschiedsbrief und Sara, die nun allein klarkommen muss, bleibt mit den Schulden zurück. Ihr Leben nimmt dann doch noch eine glückliche Wendung, sie wird weiterhin malen können, lernt einen liebevollen Mann kennen und stirbt wahrscheinlich 1649 an den Folgen eines Unfalls beim Schlittschuhlaufen.

## Ausgaben
- Dominic Smith: The last painting of Sara de Vos. 1. Auflage. Picador, New York 2017, ISBN 978-1-250-11832-5.
- Dominic Smith: Das letzte Bild der Sara de Vos Roman. 1. Auflage. Ullstein, Berlin 2017, ISBN 978-3-550-08187-3 (Aus dem Englischen übersetzt von Sabine Roth).

Hörbuchausgaben
- Dominic Smith: Last Painting of Sara De Vos. Erzähler Edoardo Ballerini. Bolinda Audio, 2017, ISBN 978-1-4894-0281-3 (englisch).
- Dominic Smith: Das letzte Bild der Sara de Vos. Audio Media Verlag, München 2017, ISBN 978-3-95639-197-2 (6 CDs, gekürzte Ausgabe).

## Rezension der deutschen Ausgabe
Die Literaturkritik nahm das Buch bis jetzt meist positiv auf. So schrieb der Mannheimer Morgen in seinem Bericht, signiert mit dem Kürzel FD, vom 7. Juni 2017 über das Buch, dass Dominic Smiths Roman „…ein furioser, zwischen Kunstgeschichte und Künstlerkrimi, Vergangenheit und Gegenwart angesiedelter Roman“ sei, „der es in sich hat“.
Auf der Internetseite literaturkritik.de berichtete die Rezensentin Christina Dittmer am 6. Juni 2017, dass „Smiths Idee, die Perspektiven der Malerin, der fälschenden Kunstwissenschaftlerin und des Sammlers miteinander zu verflechten“, überzeuge, sie zeige „spannende Facetten des künstlerischen Prozesses und des Kunstbetriebs sowohl in der jüngeren Vergangenheit als auch im 17. Jahrhundert in Holland“.
Die Westfälische Rundschau druckte am 11. Mai 2017 eine positive Rezension, in der es heißt, dass es „…Dominic Smith gelingt, alle Fäden der drei Zeitebenen ebenso elegant wie überraschend zusammenzuführen. So ist dieses Buch nicht nur für Kunstliebhaber ein immenses Vergnügen.“
Nicht völlig zufrieden mit dem Buch ist die Rezensentin der Internetseite Histo-Couch.de. Karin Speck bemängelte, dass in dem Buch „…viel zu kurz das Leben von Sara geschildert wird, als dass man wirklich eine Beziehung zu ihr aufbauen könnte. […] Die Charaktere hat Dominic Smith dabei zwar glaubhaft gestaltet, aber vielleicht nicht immer bis zum Schluss erzählt.“